# Сен Жозеф де Бос (Квебек)
Сен Жозеф де Бос (фр. Saint-Joseph-de-Beauce) је град у Канади у покрајини Квебек. Према резултатима пописа 2011. у граду је живело 4.722 становника.

## Становништво
Према резултатима пописа становништва из 2011. у граду је живело 4.722 становника, што је за 6,0% више у односу на попис из 2006. када је регистровано 4.454 житеља.
| 2006. | 2011. |
| ----- | ----- |
| 4.454 | 4.722 |